# 查科切區
13°56′53″S 72°59′28″W / 13.94806°S 72.99111°W
查科切區（西班牙語：Distrito de Chacoche），是秘魯的一個區，位於該國南部阿普里馬克大區的阿班凱省，面積186.1平方公里，海拔高度3,433米，2005年人口1,381，人口密度每平方公里7.4人。